# St-Paul (Lembach)

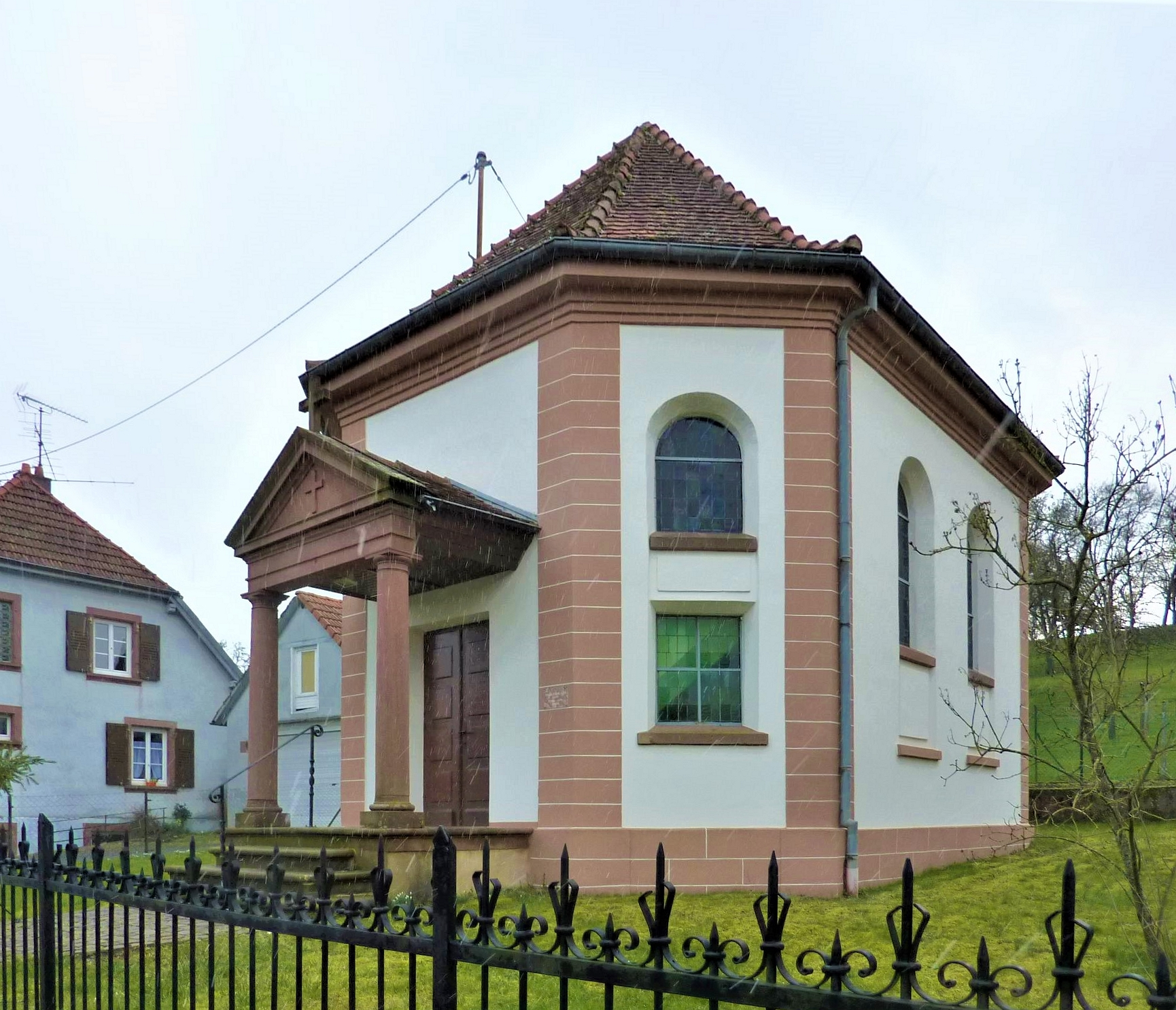
St-Paul, Lembach

St-Paul ist ein Kirchengebäude der altlutherischen Église évangélique luthérienne – Synode de France in Lembach (Département Bas-Rhin) in Frankreich. Die Kirche ist eingetragen im Verzeichnis des französischen Kulturerbes.

## Geschichte
Die altlutherische Gemeinde Lembachs hat sich im Februar 1909 zunächst als Filiale von Mülhausen konstituiert. Später wurde sie Partnergemeinde von Wœrth. Durch den aus den USA stammenden Pfarrer Martin Strasser, der ab 1921 beide Gemeinden betreute, konnte durch Unterstützung der amerikanischen Missouri-Synode die Kirche St-Paul errichtet werden, deren Weihe 1924 stattfand. 1945 wurde das Gotteshaus schwer beschädigt und  konnte nach erneuter Unterstützung aus den USA 1948 wieder in Gebrauch genommen werden.